# تپه شاقی
تپه شاقی مربوط به سده‌های اولیه دوران‌های تاریخی پس از اسلام است و در شهرستان خدابنده، بخش مرکزی، روستای دو تپه سفلی واقع شده و این اثر در تاریخ ۱۷ اسفند ۱۳۸۱ با شمارهٔ ثبت ۷۸۰۹ به‌عنوان یکی از آثار ملی ایران به ثبت رسیده است.